# مورینگن
مورینگن (به آلمانی: Möringen) یک منطقهٔ مسکونی در آلمان است که در اشتندل واقع شده‌است.
 مورینگن  ۷۹۷ نفر جمعیت دارد.